# EndeavourOS
EndeavourOS wurde als Nachfolger von Antergos gegründet und ist eine auf Arch Linux basierende Linux-Distribution, die in der Offline-Installation mit dem KDE Plasma Desktop ausgeliefert wird. Bis Ende 2023 wurde Xfce als Standard verwendet. In der Net-Install-Variante können auch andere Desktop-Umgebungen ausgewählt werden.
Ab dem Jahr 2022 lag EndeavourOS bei den meistgeklickten Seiten auf DistroWatch auf Platz 2 und verdrängte dabei Manjaro.

## Entwicklung
Durch das plötzliche Ende des Antergos-Projekts hat das Team einen Plan entwickelt, um eine Distribution zu schaffen, die einfach zu warten ist, indem das Repository klein gehalten wird und eine nahezu Arch-Linux-Erfahrung bietet mit dem Komfort eines Installationsprogramms und einer Live-CD mit grafischer Desktop-Umgebung.
Seit September 2020 wurde die Arm-Architektur (ARM) unterstützt. Mit Version 22.6 Artemis wurden die Paketquellen für ARM in die Hauptversion integriert.
Da der Installer von Antergos nicht ohne großen Aufwand für die neue Distribution verwendet werden konnte, griffen die Entwickler auf Calamares zurück. Seit Juli 2022 steht das Installations-Framework auch für ARM zur Verfügung.
Ein Netz-Installationsprogramm bietet Nutzern die Möglichkeit beliebige Desktop-Umgebungen wie etwa Xfce, MATE, LXQt, Cinnamon, Plasma, Gnome, Budgie oder i3 nachzuladen. Zudem kann die Paketverwaltung stets auf die neueste Version der Paketquellen zurückgreifen.

## Zielgruppe
Die Hauptidee besteht darin, dem Benutzer die Freiheit zu geben, ein System für seine spezifischen Anforderungen zu erstellen und das System zu erlernen, indem die gewünschten Pakete mithilfe der Community selbst installiert werden.
Das Entwickler-Team hat sich bewusst dafür entschieden, eine Zielgruppe anzusprechen, die entweder Arch Linux bereits benutzt hat, aber eine schnelle und einfache Installation wünscht, oder die „Distro-Hopper“, die bereits einige Linux-Kenntnisse haben, aber Arch Linux erkunden wollen ohne das manuelle Installationsverfahren der Basisdistribution.
Da standardmäßig kein GUI-Paketmanager ausgeliefert wird, ist das Team davon überzeugt, dass der Benutzer besser weiß, was er installiert, und daher mehr Kontrolle über das installierte System hat. Es spielt keine Rolle, ob der Benutzer sich für „pures Arch“ entscheidet, GUI-Apps wie Pamac oder Octopi verwendet oder Sandbox-Lösungen wie Snaps oder Flatpak verwendet. Der Benutzer entscheidet selbst, wie er sein System einrichtet.